# Vilma Bánky

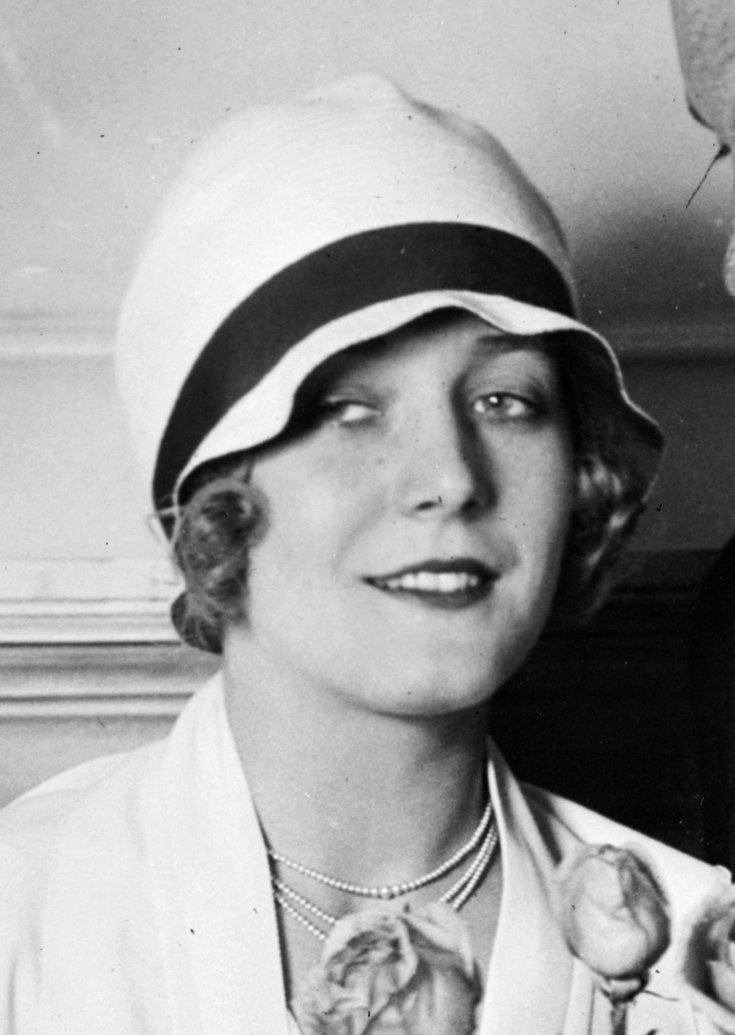
Vilma Bánky, 1927

Vilma Bánky, född den 9 januari 1901, död den 18 mars 1991, var en ungerskfödd amerikansk stumfilmsskådespelare med en karriär som sträckte sig från USA till Frankrike, Österrike och Tyskland.

## Tidigt liv
Vilma Bánky föddes som Vilma Koncsics (vissa tror Vilma Lonchit då flera källor felaktigt rapporterat detta) med föräldrarna János Koncsics och Katalin Ulbert i Nagydorog i Österrike-Ungern och påbörjade sin filmkarriär under 1920-talet. Hennes första film var Im Letzten Augenblick av Carl Boese i Tyskland. Under en resa till Budapest 1925 upptäcktes hon av en av Hollywoods filmproducenter, Samuel Goldwyn, som fick henne kontraktsskriven.

## Karriär
Bánky hyllades som Den ungerska rapsodin och var en omedelbar hit hos amerikansk publik. Hon framträdde på film bredvid stumfilmsstjärnorna Rudolph Valentino i Svarta örnen (1925) och Sheikens son (1926) och Ronald Colman i Stormens dotter (1926) och Edward G. Robinson i Bröllopsnatten (1930). Det abrupta slut hennes karriär fick brukar ofta skyllas på hennes starka ungerska accent, men i själva verket började hon tröttna på film och ville slå sig till ro med Rod för att bara vara hemmafru. Av hennes tjugofyra filmer existerar sju i sin helhet (Der Zirkuskönig, Sheikens son, Svarta örnen, Stormens dotter, Zigenarbruden, Bröllopsnatten och The Rebel) och två existerar i bitar (olika scener från filmen Tavaszi Szerelem, och de fem första rullarna av Flammande kärlek).

## Efter Hollywood
Bánky gifte sig med skådespelaren Rod La Rocque den 26 juni 1927 och levde med honom till hans död den 15 oktober 1969. De fick inga barn tillsammans. Enligt alla källor var deras äktenskap grundat på ömsesidig respekt.
Åren efter Hollywood tillbringade hon som fastighetsmäklare tillsammans med sin man och genom att spela golf, hennes favoritsport. Bánky och La Rocque grundade en utbildningsfond för barn med namnet The Bánky La Rocque Foundation.
Vilma Bánky dog den 18 mars 1991 av hjärt- och lungkollaps. Hennes aska spreds i havet.

## Filmografi (urval)
- 1932 – The Rebel
- 1930 – Bröllopsnatten
- 1927 – Zigenarbruden
- 1926 – Stormens dotter
- 1926 – Shejkens son
- 1925 – Svarta örnen
- 1925 – Mörkrets ängel